# Przezoskrzelowa aspiracyjna biopsja igłowa
Przezoskrzelowa biopsja płuca (PBP) – jedna z metod inwazyjnych stosowanych w diagnostyce zmian nowotworowych litych i rozsianych. Zabieg wykonywany jest pod kontrolą rentgenoskopii, przy użyciu bronchofiberoskopu. Powikłania PBP występują stosunkowo rzadko. Należą do nich krwawienie, zwykle niewielkie oraz odma opłucnowa, w niektórych przypadkach wymagająca drenażu.